# Sophia Myles
Sophia Myles (18. ožujka 1980. u Londonu) je britanska filmska i TV glumica.

## Karijera
Od 1996. Myles se pojavljuje u filmovima i serijama britanske i američke produkcije. 

### Filmovi
- The Prince and the Pauper 1996.
- Big Women 1998.
- From Hell 2001.
- The Life and Adventures of Nicholas Nickleby 2001.
- The Abduction Club 2002.
- Underworld 2003.
- Out of Bounds 2003.
- Thunderbirds 2004.
- Tristan & Isolde 2006.
- Art School Confidential 2006.
- Hallam Foe 2007.
- Outlander 2008.

### Serije
- Guest House Paradiso 1999.
- Oliver Twist(TV mini serija) 1999.
- Heartbeat 2001.
- Foylerov rat 2002.
- Colditz 2005.
- Doctor Who 2006.
- Extras 2006.
- Gospođica Marple 2006.
- Obavještajci 2010.

## Vanjske poveznice
- Profil[neaktivna poveznica] na IMBD-u